# Josep Cristià
Josep Cristià (en llatí Josephus Hypomnestici Auctor o Josephus Christianus) va ser un funcionari romà. Vossius pensa que podria ser Josep de Tiberíades, que després de convertir-se del judaisme al cristianisme va ser nomenat comes suposadament per l'emperador Constantí I el Gran, i era amic i amfitrió d'Epifani I de Constància. Cave demostra, amb motius extrets de la seva obra, que en realitat va viure al segle v (vers 420), molt després del Josep amic d'Epifani, que ja era un home vell a mitjans del segle iv.
Va escriure Ἰωσήππου βιβλίον Ὑπομνηστικόν, Josephi Hypomnesticon seu Libellus Memorialis o Commonitorium, unes instruccions dirigides als cristians poc versats en la lectura, per ajudar-los a llegir les Escriptures i aclarir dubtes teològics, dividit en 5 llibres i 167 capítols. S'ha situat també a l'autor als voltants del segle xi però sembla més aviat que l'obra era antiga, potser del segle IV o V (Cave també pensa que aquest Josep podria ser Josep de Tiberíades).
És possible que l'obra fos un resum d'una obra de Flavi Josep, ja que el seu contingut està pres d'obres d'aquest autor, al que cita diverses vegades, i que el nom de Josep assignat a l'autor fos el nom de la font i no de l'autor, i al pensar que era un autor diferent se li va dir Josep Cristià per distingir-lo de Flavi Josep.